# Coccorchestes taeniatus
Coccorchestes taeniatus är en spindelart som beskrevs av Balogh 1980. Coccorchestes taeniatus ingår i släktet Coccorchestes och familjen hoppspindlar. Inga underarter finns listade i Catalogue of Life.